# Parepisparis
Parepisparis là một chi bướm đêm thuộc họ Geometridae.

## Các loài
Bao gồm các loài:
- Parepisparis virgatus – Scoble & E.D. Edwards, 1990